# Герб Сомали
Герб Сомали представляет собой лазоревый щит с золотой каймой, имеющий в центре серебряную пятиконечную звезду. Щит увенчан стилизованой золотой короной с пятью зубцами и поддерживается двумя обращёнными друг к другу леопардами естественного цвета, стоящими на скреплённых золотой лентой скрещённых копьях под скрещёнными зелёными пальмовыми ветвями.

## Символика
Современный герб Сомали был принят 10 октября 1956 года, когда Сомали ещё не была независимым государством. После провозглашения независимости британского и итальянского Сомали, и объединения их в единое государство, символизм пятиконечной звезды в гербе Сомали приобрёл новое значение — объединение всех сомалийцев, живущих в пяти разных государствах (Джибути, Кения, Сомали, Сомалиленд, Эфиопия), в единое государство — Великое Сомали.
Пока не удалось обнаружить ранние описания герба, но Конституция Сомалийской Демократической Республики, принятая 25 августа 1979 года и вступившая в силу в 1984 году содержит следующее описание герба Сомали:
Эмблема Демократической Республики Сомали представляет собой лазоревый щит с золотой каймой, на котором изображена серебряная пятиконечная звезда. Щит увенчан зубчатой короной, в мавританском стиле, два боковых зубца — половинчаты, и поддерживается двумя, стоящими на задних лапах, леопардами, естественного цвета, обращёнными друг к другу, стоящими на двух копьях, скрещённых под оконечностью щита, с двумя пальмовыми ветвями, естественного вида, оплетёнными золотой лентой.

## История герба

### Герб Британского Сомали
|  | Этот раздел нужно дополнить. Пожалуйста, улучшите и дополните раздел. (30 ноября 2016) |

|  | Этот раздел нужно дополнить. Пожалуйста, улучшите и дополните раздел. (30 ноября 2016) |

### Герб Итальянского Сомали
|  | Герб Итальянского Сомали 1919—1956 Герб Сомали, принятый 8 июня 1919 представлял собой щит, разделенный горизонтально волнистой белой линией. Верхняя часть щита была синей с леопардом естественного цвета и белой пятиконечной звездой, а нижняя — красного цвета с двумя шестиконечными звёздами. |
|  | Этот раздел нужно дополнить. Пожалуйста, улучшите и дополните раздел. (30 ноября 2016) |